# Csomay Győző
Egri és csomai Csomay Győző (Szatmárnémeti, 1883. július 12. – Budapest, 1942. március 27.) országgyűlési gyorsirodai osztálytanácsos, a hadidíszítményes Vörös-Kereszt ezüst díszérem tulajdonosa.

## Életpályája
Szülei Csomay Imre (1848–1910) ügyvéd és Valkovszky Mária (1859–1914) voltak. Magánúton tanulta meg a Gabelsberger–Markovits-rendszerű gyorsírást. 1903-ban gyakornok volt az Országgyűlési Gyorsirodában. Nem kapott kinevezést, így visszatért hírlapírónak szülővárosába. 1904-ben a Budapesten megjelenő Gyorsírási Szemle felelős szerkesztője volt. 1907–1919 között gyorsírást oktatott a szatmári iskolákban. Kezdeményezésére az első világháború (1914–1918) alatt Szatmáron hadikórház létesült. 1929–1942 között revizorgyorsíró volt.
Temetése a Fiumei úti sírkertben történt. 2018-ra az 50. parcellában lévő sírja már nem volt megtalálható, felszámolták.

## Művei
- A gyorsírászat praxisa (Szatmár, 1899)
- Kölcsey Ferencz működésének hatása Szatmár vármegyére (1901)